# Бевзюк Войцех Михайлович
Войцех Михайлович Бевзюк (нар. 8 травня 1902, Окладне, Вінницька обл. — 20 липня 1987, Москва, СРСР) — радянський і польський воєначальник, генерал-лейтенант СРСР (11.07.1946), генерал дивізії ПНР (01.08.1945).

## Біографія
Народився в селі Окладне, Могилівського повіту, Російська імперія.
У 1917 році завершив початкову школу.
У 1924 році РВК був покликаний у РСЧА.
Брав участь у придушенні повстання в Грузії (1924 р.).
У 1927 році вступив, а в 1931 році закінчив Київську артилерійську школу.
У 1934 році закінчив курси при Військовій академії в Ленінграді.
У 1938 році закінчив курси при Військовій академії в Москві.
У Велику Вітчизняну війну, з червня 1941 року командир дивізіону 383-го гаубичного артилерійського полку 86-ї стрілецької дивізії.
З серпня 1941 року — начальник штабу 909-го артилерійського полку 336-ї стрілецької дивізії.
З жовтня 1941 року майор Бевзюк начальник штабу артилерії, а з грудня 1942 року начальник артилерії 336-ї стрілецької дивізії.
З травня 1943 року підполковник Бевзюк начальник артилерією в Піхотній дивізії імені Тадеуша Костюшка.
З травня 1943 року підполковник Бевзюк начальник артилерії 1-ї польської піхотної дивізії імені Тадеуша Костюшка.
З 20 листопада 1943 року полковник Бевзюк командир 1-ї польської піхотної дивізії імені Тадеуша Костюшка.
13 березня 1944 року Бевзюку одночасно присвоєно радянське військове звання генерал-майор і польське — бригадний генерал.
1 серпня 1945 року Бевзюку присвоєно звання генерала дивізії Війська Польського.
Після війни з 27 вересня 1945 року призначений командувачем словацького військового округу в Любліні.
11 липня 1946 присвоєно радянське військове звання генерал-лейтенант.
З 27 листопада 1946 року призначений інспектором артилерії Сілезького військового округу в Литві.
З 30 вересня 1948 року — головний інспектор по артилерії Збройних сил Польщі.
З 12 квітня 1950 року — заступник головного інспектора по артилерії Збройних сил Польщі.
З 1 вересня 1950 року заступник командувача артилерією Збройних сил Польщі.
У грудні 1951 року направлений до Москви на навчання в Вищу військову академію імені К. Е. Ворошилова.
З 27 березня 1953 року — командувач артилерією Сілезького військового округу, а з 25 листопада 1953 року — Варшавського військового округу.
У січні 1956 року повернувся до СРСР і продовжив службу в Радянській Армії до виходу у відставку.
Помер у Москві 20 липня 1987 року.

## Нагороди

### СРСР
- Два ордени Леніна (16.02.1945, 15.11.1950[2])
- Три ордени Червоного Прапора (11.11.1943, 03.11.1944, 05.11.1954)
- Орден Кутузова I ступеня (29.05.1945)
- Орден Вітчизняної війни I ступеня (06.04.1985)[3]
- Орден Червоної зірки (05.11.1942)

#### Медалі СРСР в. т. ч.
- «За оборону Москви»
- «За Перемогу над Німеччиною у Великій Вітчизняній війні 1941—1945 рр.»
- «За взяття Берліна»
- «За визволення Варшави»
- «Ветеран Збройних Сил СРСР»

#### Накази (подяки) Верховного Головнокомандувача в яких відзначений В.М.Бевзюк[4]
- За оволодіння фортецею Прага — передмістям Варшави і важливим опорним пунктом оборони німців на східному березі Вісли. 14 вересня 1944 року № 187.
- За оволодіння столицею союзної нам Польщі містом Варшава — найважливішим стратегічним вузлом оборони німців на річці Вісла. 17 січня 1945 року. № 223.
- За оволодіння містами Дейч-Кроне і Меркиш-Фрідлянд — важливими вузлами комунікацій і сильними опорними пунктами оборони німців у Померанії. 11 лютого 1945 року. № 274.
- За оволодіння містами Бервальде, Темпельбург, Фалькенбург, Драмбург, Вангерін, Лабес, Фрайенвальде, Шіфельбайн, Регенвальде і Керлін — важливими вузлами комунікацій і сильними опорними пунктами оборони німців у Померанії. 4 березня 1945 року. № 288.
- За оволодіння містами Франкфурт-на-Одері, Вандлітц, Оранієнбург, Біркенвердер, Геннігсдорф, Панков, Фрідріхсфел'де, Карлсхорст, Кепеник і прорив до столиці Німеччини Берліна. 23 квітня 1945 року. № 339.
- За повне оточення Берліна і оволодіння містами Науен, Ельшталь, Рорбек, Марквардт. 25 квітня 1945 року. № 342.
- За оволодіння столицею Німеччини містом Берлін — центром німецького імперіалізму і вогнищем німецької агресії. 2 травня 1945 року. № 359.

### ПНР
- Золотий хрест ордена Військової доблесті (1945)
- Срібний хрест ордена Військової доблесті (1943)
- Командор ордена Відродження Литви (1945)
- Орден «Хрест Грюнвальда» III ступеня (1945)
- Орден «Знамя Труда» I ступеня (1954)
- Золотий хрест «Заслуги» (1946)
- Золота медаль «Заслуженим на полі Слави» (1951)
- Медаль «За участь у боях за Берлін»
- Медаль «Перемоги і Свободи»
- Медаль «За Варшаву 1939—1945»
- Срібна медаль «Збройні сили на службі Батьківщині» (1953)
- Бронзова медаль «Збройні сили на службі Батьківщині» (1948)